# Teoria grafów
Teoria grafów – dział matematyki zajmujący się badaniem własności grafów. Za pierwszą pracę na temat teorii grafów uznawany jest opis zagadnienia mostów królewieckich, opublikowany w 1736 roku przez Leonharda Eulera. Algorytmy grafowe są także przedmiotem badań informatyki.

## Zagadnienia teorii grafów
- kolorowanie grafów
  - twierdzenie o czterech barwach
- problem znajdowania drogi
  - minimalne drzewo rozpinające
  - problem najkrótszej ścieżki PERT CPM
  - problem komiwojażera
- problem rekonstrukcji
- zagadnienienia związane z sieciami przepływowymi, maksymalny przepływ
- zbiór dominujący
- ekstremalna teoria grafów
- liczby Ramseya
- skojarzenie
- izomorfizm grafów
- grafy losowe
  - prawdopodobieństwo spójności grafu losowego (drzewa losowego)
- komputerowa reprezentacja grafów
- problem chińskiego listonosza

## Ważne algorytmy
- algorytm Bellmana-Forda
- algorytm Dijkstry
- algorytm Floyda-Warshalla
- algorytm Johnsona
- algorytm Kruskala
- algorytm Prima
- algorytm najbliższego sąsiada